# Gynacantha immaculifrons
Gynacantha immaculifrons é uma espécie de libelinha da família Aeshnidae.
Pode ser encontrada nos seguintes países: República Democrática do Congo, Malawi e Tanzânia.
Os seus habitats naturais são: florestas subtropicais ou tropicais húmidas de baixa altitude e áreas húmidas dominadas por vegetação arbustiva.
Está ameaçada por perda de habitat.